# Holmbergia
Holmbergia Hicken, 1909, é um género botânico pertencente à família Amaranthaceae.

## Espécies
- Holmbergia exocarpa.
- Holmbergia tweedii.